# Larry Laudan
Larry Laudan (* 16. Oktober 1941 in Austin, Texas; † 23. August 2022 in Lexington, Kentucky) war ein amerikanischer Wissenschaftstheoretiker.
Er war ein vehementer Kritiker der Traditionen des Positivismus, des Realismus und des Relativismus. Laudans Theorie der (dynamischen) Forschungstraditionen (research traditions) gilt als wichtige Alternative zur Theorie der (zumindest in ihrem „harten Kern“ statischen) Forschungsprogramme (research programs) nach Imre Lakatos.
Laudan vertrat stattdessen eine „Normativer Naturalismus“ genannte Position, die in der (empirischen) Wissenschaft als eine problemlösende Aktivität aufgefasst wird. Fortschritt innerhalb eines Gebietes tritt ein, wenn aufeinanderfolgende Theorien eine steigende Effektivität zum Lösen von Problemen aufweisen. Nach Laudan kann solch ein Fortschritt als rational eingestuft werden.

## Werke
- Progress and its Problems: Towards a Theory of Scientific Growth. 1977
- Science and Hypothesis. 1981
- Science and Values. 1984
- Science and Relativism: Dialogues on the Philosophy of Science. 1990
- The Book of Risks. 1995
- Beyond Positivism and Relativism. 1996
- Danger Ahead. 1997
- Truth, Error and Criminal Law: An Essay in Legal Epistemology. 2006. ISBN 978-0-521-86166-3